# Darryn Hill
Darryn William Hill (Perth, 11 de agosto de 1974) es un deportista australiano que compitió en ciclismo en la modalidad de pista, especialista en las pruebas de velocidad.
Participó en dos Juegos Olímpicos de Verano, en los años 1996 y 2000, obteniendo una medalla de bronce en Sídney 2000 en la prueba de velocidad por equipos (junto con Sean Eadie y Gary Neiwand) y el quinto lugar en Atlanta 1996 en velocidad individual.
Ganó cinco medallas en el Campeonato Mundial de Ciclismo en Pista entre los años 1994 y 1997.

## Medallero internacional
| Juegos Olímpicos   | Juegos Olímpicos         | Juegos Olímpicos  | Juegos Olímpicos      |
| Año                | Lugar                    | Medalla           | Competición           |
| ------------------ | ------------------------ | ----------------- | --------------------- |
| 2000               | Sídney (Australia)       | Medalla de bronce | Velocidad por equipos |
| Campeonato Mundial |                          |                   |                       |
| Año                | Lugar                    | Medalla           | Competición           |
| 1994               | Palermo (Italia)         | Medalla de plata  | Velocidad individual  |
| 1995               | Bogotá (Colombia)        | Medalla de oro    | Velocidad individual  |
| 1996               | Mánchester (Reino Unido) | Medalla de oro    | Velocidad por equipos |
| 1996               | Mánchester (Reino Unido) | Medalla de bronce | Velocidad individual  |
| 1997               | Perth (Australia)        | Medalla de bronce | Velocidad individual  |